# Aeroportul Internațional Gan
Aeroportul Internațional Gan (IATA: GAN, ICAO: VRMG) este un aeroport din Addu Atoll⁠(d), Maldive ce deservește zona Addu City⁠(d). A fost deschis în 2007.
Situat la o altitudine de 18 m, aeroportul dispune de 1 pistă.

## Infrastructură

### Piste
Aeroportul dispune de o singură pistă. Pista 10/28 are suprafața de beton și dimensiunile 2.651 m × 45 m. 